# Ludwig Paischer
Ludwig „Lupo“ Paischer, (* 28. listopadu 1981, Oberndorfu, Rakousko) je rakouský zápasník – judista, stříbrný olympijský medailista z roku 2008.

## Sportovní kariéra
S judem začínal v 7 letech a v začátcích své sportovní kariéry spolupracoval s Klaus-Peterem Stollbergem nebo Udo Quellmalzem. Svých největších úspěchů dosáhl v době platnosti starých pravidel před rokem 2010. V roce 2004 se účastnil svých prvních olympijských her v Athénách. Jako úřadující mistr Evropy však prohrál hned v prvním kole s úřadujícím mistrem světa Korejcem Čchö Min-ho na ipon technikou tai-otoši. V roce 2008 odjížděl na olympijské hry v Pekingu opět jako úřadující mistr Evropy. Od prvního kola se úspěšně držel své taktiky pomocí strhů dostat soupeře na zem a nasadit submisi (držení). Probojoval se až do finále, ve kterém narazil na svého přemožitele z před čtyř let. Jihokorec Čchö Min-ho však byl ten den v životní formě a po jeho te-gurume ve druhé minutě prohrál na ipon. Získal stříbrnou olympijskou medaili. Od roku 2010 se změnila pravidla boje, zakázal se přímý útok na nohy, omezily se některé úchopy a v kombinaci s vyšším sportovním věkem se přestal mezi světovou špičkou prosazovat. Stále však těží ze svých zkušeností na menších turnajích, které mu vynesly dostatek bodů pro kvalifikaci na olympijské hry v Londýně v roce 2012 a olympijské hry v Riu v roce 2016. V obou případech na favority nestačil a skončil bez umístění.

### Vítězství
- 2001 – 1x světový pohár (Lending)
- 2003 – 1x světový pohár (Hamburk)
- 2004 – 2x světový pohár (Moskva, Hamburk)
- 2005 – 2x světový pohár (Paříž, Řím)
- 2006 – 2x světový pohár (Vídeň, Kano Cup)
- 2008 – 1x světový pohár (Hamburk)
- 2009 – 1x světový pohár (Rio de Janeiro)
- 2011 – 1x světový pohár (Sao Paulo)
- 2012 – 1x světový pohár (Řím)
- 2013 – 1x světový pohár (Glasgow)
- 2014 – 1x světový pohár (Záhřeb)
- 2016 – 1x světový pohár (Oberwart)

## Výsledky
| Olympijské hry     | —  |     |    |     | úč. |    |    |     | 2. |     |    |     | úč. |     |     |     | úč. |  |  |  |  |
| Mistrovství světa  |    | úč. |    | úč. |     | 2. |    | 3.  |    | úč. | 7. | úč. |     | úč. | úč. | úč. |     |  |  |  |  |
| Mistrovství Evropy | —  | —   | 7. | 3.  | 1.  | 2. | 3. | úč. | 1. | 3.  | 2. | úč. | 5.  | 5.  | 7.  | úč. | úč. |  |  |  |  |
| MS juniorů         | 2. |     |    |     |     |    |    |     |    |     |    |     |     |     |     |     |     |  |  |  |  |
| ME juniorů         | 2. |     |    |     |     |    |    |     |    |     |    |     |     |     |     |     |     |  |  |  |  |